# Amiga da Minha Irmã
"Amiga da Minha Irmã" é uma canção do cantor brasileiro Michel Teló do álbum Sunset (2013). Foi composta por Luiz Henrique, Fernando Paloni e disponibilizada no iTunes em 1 de março de 2013.

## Desempenho nas tabelas musicais
| Tabela musical (2013)                       | Melhor posição |
| ------------------------------------------- | -------------- |
| Brasil - (Billboard Brasil Hot 100 Airplay) | 3              |